# Список послов СССР и России в Шри-Ланке
В статье представлен список послов СССР и России в Шри-Ланке (до 1972 г. — Цейлоне).
- 3 — 6 декабря 1956 г. — установлены дипломатические отношения на уровне посольств.

## Список послов
| Срок полномочий                   | Посол                         | Годы жизни | Вручение верительных грамот | Комментарии |
| --------------------------------- | ----------------------------- | ---------- | --------------------------- | ----------- |
| СССР                              |                               |            |                             |             |
| 19 февраля 1957 — 8 сентября 1960 | Владимир Георгиевич Яковлев   | 1908—?     | 4 мая 1957                  |             |
| 8 сентября 1960 — 27 марта 1965   | Николай Яковлевич Тараканов   | 1913—1991  | 1 ноября 1960               |             |
| 27 марта 1965 — 26 июля 1968      | Леонид Аркадьевич Коробин     | 1916—1998  | 8 июня 1965                 |             |
| 26 июля 1968 — 30 августа 1970    | Валентин Павлович Степанов    | 1921—2001  | 9 сентября 1968             |             |
| 30 августа 1970 — 8 июня 1978     | Рафик Нишанович Нишанов       | 1926—2023  | 12 октября 1970             |             |
| 5 сентября 1978 — 18 декабря 1981 | Алексей Семёнович Пасютин     | 1918—1993  | 9 октября 1978              |             |
| 18 декабря 1981 — 19 ноября 1985  | Борис Ефремович Кирнасовский  | 1918—1986  | 25 ноября 1981              |             |
| 19 ноября 1985 — 21 июля 1988     | Кенеш Нурматович Кулматов     | 1934—      |                             |             |
| 21 июля 1988 — 17 августа 1991    | Юрий Михайлович Котов         | 1941—      |                             |             |
| 17 августа 1991 — 25 декабря 1991 | Юрий Николаевич Виноградов    | 1932—      |                             |             |
| Российская Федерация              |                               |            |                             |             |
| 25 декабря 1991 — 25 мая 1993     | Юрий Николаевич Виноградов    | 1932—      |                             |             |
| 25 мая 1993 — 22 января 1998      | Олег Викторович Кабанов       | 1954—      |                             |             |
| 22 января 1998 — 21 марта 2001    | Виктор Гаврилович Зотин       | 1947—      |                             |             |
| 21 марта 2001 — 21 февраля 2002   | Михаил Алексеевич Конаровский | 1944—      |                             |             |
| 19 июня 2002 — 24 июня 2004       | Михаил Георгиевич Карпов      | 1948—2004  |                             |             |
| 19 января 2005 — 27 августа 2008  | Алексей Леонидович Шебаршин   | 1959—      |                             |             |
| 27 августа 2008 — 24 августа 2012 | Владимир Петрович Михайлов    | 1951—      |                             |             |
| 24 августа 2012 — 21 августа 2017 | Александр Алексеевич Карчава  | 1948—      |                             |             |
| 21 августа 2017 — 8 сентября 2022 | Юрий Борисович Материй        | 1953—      | 23 октября 2017             |             |
| 8 сентября 2022 — настоящее время | Леван Семёнович Джагарян      | 1957—      | 11 ноября 2022              |             |